# Фету'у Ваиниколо
Фету'у Ваиниколо (енгл. Fetu'u Vainikolo; 30. јануар 1985) професионални је тонгански рагбиста, који тренутно игра за Ојонакс (рагби јунион). Рођен је у Тонги, али је његова фамилија емигрирала на Нови Зеланд. Висок 182 цм, тежак 95 кг, прошао је млађе категорије у Окленду, а онда је прешао у Нортленд. Бриљирао је у првој сезони у ИТМ Купу, постигавши 5 есеја у 10 утакмица. После добрих партија за Нортленд и Отаго у ИТМ Купу, добио је позив Хајлендерса да игра за њих у најјачој лиги на свету. За Хајлендерсе је одиграо 41 меч и постигао 65 поена. После светског првенства 2011. потписао је за Конот рагби, ирског представника у лиги Про 12. За Конот је одиграо 37 утакмица и постигао 35 поена. За репрезентацију Тонге дебитовао је против Фиџија 13. августа 2011. Дао је један есеј против Јапана на светском првенству 2011.